# Nosofobie
Nosofobie (și nozofobie sau patofobie), (din greacă nosos = boală; phobos = frică) este o nevroză obsesivo-fobică, o fobie carcterizată prin teama de boală, cu preocupări dominante pentru solicitarea de examinări clinice și de laborator în vederea precizării unei boli grave pe care este convins că o are. Cele mai cunoscute forme de nosofobie sunt sifilofobia (frica patologică de a nu dezvolta sau de a nu avea sifilis) și carcinomatofobia sau cancerofobia (frica patologică de a nu dezvolta sau de a nu avea cancer).